# Lu Guang
 (mars 2021).
Si vous disposez d'ouvrages ou d'articles de référence ou si vous connaissez des sites web de qualité traitant du thème abordé ici, merci de compléter l'article en donnant les références utiles à sa vérifiabilité et en les liant à la section « Notes et références ».
 (mars 2021).
La mise en forme du texte ne suit pas les recommandations de Wikipédia : il faut le « wikifier ».
Les points d'amélioration suivants sont les cas les plus fréquents. Le détail des points à revoir est peut-être précisé sur la page de discussion.
- Les titres sont pré-formatés par le logiciel. Ils ne sont ni en capitales, ni en gras.
- Le texte ne doit pas être écrit en capitales (les noms de famille non plus), ni en gras, ni en italique, ni en « petit »…
- Le gras n'est utilisé que pour surligner le titre de l'article dans l'introduction, une seule fois.
- L'italique est rarement utilisé : mots en langue étrangère, titres d'œuvres, noms de bateaux, etc.
- Les citations ne sont pas en italique mais en corps de texte normal. Elles sont entourées par des guillemets français : « et ».
- Les listes à puces sont à éviter, des paragraphes rédigés étant largement préférés. Les tableaux sont à réserver à la présentation de données structurées (résultats, etc.).
- Les appels de note de bas de page (petits chiffres en exposant, introduits par l'outil «  Source ») sont à placer entre la fin de phrase et le point final[comme ça].
- Les liens internes (vers d'autres articles de Wikipédia) sont à choisir avec parcimonie. Créez des liens vers des articles approfondissant le sujet. Les termes génériques sans rapport avec le sujet sont à éviter, ainsi que les répétitions de liens vers un même terme.
- Les liens externes sont à placer uniquement dans une section « Liens externes », à la fin de l'article. Ces liens sont à choisir avec parcimonie suivant les règles définies. Si un lien sert de source à l'article, son insertion dans le texte est à faire par les notes de bas de page.
- La présentation des références doit suivre les conventions bibliographiques. Il est recommandé d'utiliser les modèles {{Ouvrage}}, {{Chapitre}}, {{Article}}, {{Lien web}} et/ou {{Bibliographie}}. Le mode d'édition visuel peut mettre en forme automatiquement les références.
- Insérer une infobox (cadre d'informations à droite) n'est pas obligatoire pour parachever la mise en page.

Pour une aide détaillée, merci de consulter Aide:Wikification.
Si vous pensez que ces points ont été résolus, vous pouvez retirer ce bandeau et améliorer la mise en forme d'un autre article.
Lu Guang est un photographe et journaliste indépendant chinois.  
Il naît en 1961 à Yongkang, ville-district de la province de Zhejiang en Chine.
Il disparut fin novembre 2018, il résidait alors entre New-York (États-Unis) et Pékin (Chine), puis refit surface en 2019. 

## Parcours
Lu Guang s'est intéressé pour la première fois à la photographie dans les années 1980 lorsqu'il eu l'occasion de tenir un appareil photo à la main. Il a ensuite étudié la photographie à l'Académie des Beaux-Arts de Pékin et à l'Université Tsinghua. 
Après ses études il se lance dans le photojournalisme indépendant. Son travail consiste alors en un large panel de documentaires sur les problèmes sociaux, environmentaux et économiques rongeant la république populaire de Chine. Il y expose ainsi, par exemple, les conditions de vie des "personnes à la marge de la société chinoise" : chercheurs d'or, mineurs de charbon, séropositifs et toxicomanes. Il aborde aussi, entre autres, les passes de taxi le long de la frontière entre la Chine et le Myanmar, la pollution industrielle, l'impact environnemental du chemin de fer reliant le Qinghai et le Tibet, etc.  
Les photos de Lu Guang ont été publiées dans des journaux tels que National Geographic et The Guardian.
Par son travail, il prend beaucoup de risques, menant par exemple à son arrestation par des agents de sécurité de l'autorité chinoise en Xinjiang le 3 novembre 2018. Il fut relâché en 2019.

## Exposition
Sa seule exposition fut en France, à Perpignan, lors du Festival International du Photojournalisme "Visa pour l'image".
Cette exposition s’intitulait "Développement et Pollution" et avait pour but de dénoncer le développement accéléré de la Chine qui entraîna une augmentation considérable de la consommation d’énergie, et par conséquent de la pollution. 

## Récompenses
- World Press Photo - Troisième Prix dans la Catégorie Projets sur le Long Terme, pour son projet "Développement et Pollution en Chine" (2015)[1]
- Prix Prince Claus (2013)
- World Press Photo - Troisième Prix dans la Catégorie Spot News (2011)
- Prix Henri Nannen (2008)
- World Press Photo - Premier Prix dans la Catégorie Problèmes Contemporains (2004)